# Ivan iz Pistoje
Ivan iz Pistoje (14. stoljeće, talijanski graditelj).
Ivan iz Pistoje, talijanski graditelj. Krajem 14. stoljeća djelovao u Dubrovniku i Zadru. Bio je posljednji protomajstor gradnje dubrovačke crkve sv. Vlaha u 14. stoljeću. Također je bio i protomajstor gradnje kora crkve sv. Ciriaka u Anconi.